# Diadegma fungicola
Diadegma fungicola là một loài tò vò trong họ Ichneumonidae.